# Borowa Góra (gromada)
Borowa Góra (od 31 XII 1959 Serock) – dawna gromada, czyli najmniejsza jednostka podziału terytorialnego Polskiej Rzeczypospolitej Ludowej w latach 1954–1972.
Gromady, z gromadzkimi radami narodowymi (GRN) jako organami władzy najniższego stopnia na wsi, funkcjonowały od reformy reorganizującej administrację wiejską przeprowadzonej jesienią 1954 do momentu ich zniesienia z dniem 1 stycznia 1973, tym samym wypierając organizację gminną w latach 1954–1972.
Gromadę Borowa Góra z siedzibą GRN w Borowej Górze utworzono – jako jedną z 8759 gromad na obszarze Polski – w powiecie nowodworskim w woj. warszawskim, na mocy uchwały nr VI/10/9/54 WRN w Warszawie z dnia 5 października 1954. W skład jednostki weszły obszary dotychczasowych gromad Borowa Góra, Dosin, Ludwinowo-Zegrzyn, Karolino, Stasilas i Jadwisin ze zniesionej gminy Zegrze w tymże powiecie. Dla gromady ustalono 13 członków gromadzkiej rady narodowej.
31 grudnia 1959 gromadę Borowa Góra zniesiono przenosząc siedzibę GRN z Borowej Góry do Serocka i zmieniając nazwę jednostki na gromada Serock.